# Varennes-sur-Fouzon
Varennes-sur-Fouzon is een plaats en voormalige gemeente in het Franse departement Indre in de regio Centre-Val de Loire en telt 691 inwoners (2004). De plaats maakt deel uit van het arrondissement Issoudun.

## Geschiedenis
Varennes-sur-Fouzon is op 1 januari 2016 gefuseerd met de gemeenten Parpeçay en Sainte-Cécile tot de gemeente Val-Fouzon.

## Monumenten
- Kasteel Poseidon
- Parochiekerk Saint-Lignace
- Spoorwegstation Varennes-sur-Fouzon

## Geografie
De oppervlakte van Varennes-sur-Fouzon bedraagt 22,5 km², de bevolkingsdichtheid is 30,7 inwoners per km².
De onderstaande kaart toont de ligging van Varennes-sur-Fouzon met de belangrijkste infrastructuur en aangrenzende gemeenten.

## Demografie
Onderstaande figuur toont het verloop van het inwonertal (bron: INSEE-tellingen).